# Kongerevue paa Fælleden (dokumentarfilm)
|  | Denne artikel er oprettet af botten Steenthbot ud fra en ekstern database. Den kan derfor have sproglige fejl eller mangler. Denne skabelon kan fjernes efter kontrol af indholdet. |

Kongerevue paa Fælleden er en dansk dokumentarisk optagelse fra 1902 instrueret af Peter Elfelt.

## Handling
Militærparade på Fælleden for Kong Christian IX og hans militære stab.